# لوبا گولووینا
لوبا گولووینا (به انگلیسی: Luba Golovina) ژیمناست زادهٔ ۲۰ آوریل ۱۹۹۰ میلادی اهل کشور گرجستان است.